# Werner Pleßmann
Werner Pleßmann (* 31. August 1928 in Herten; † 30. Dezember 1972 in Aachen) war ein deutscher Geologe und Hochschullehrer an der RWTH Aachen.

## Wissenschaftlicher Werdegang
Nach dem Abitur begann Pleßmann 1949 in Bonn das Studium der Geologie, welches er später in Graz fortsetzte. Er promovierte 1953 mit einer Arbeit über Die geologischen Verhältnisse am Westrand der Grazer Bucht. Von 1959 bis 1964 war er Mitarbeiter am Geologisch-Paläontologischen Institut der Universität Göttingen, wo er sich 1959 mit der Arbeit Strömungsmarken in klastischen Sedimenten und ihre geologische Auswertung habilitierte. Im Jahre 1965 wurde er zum apl. Professor ernannt. Zwei Jahre darauf folgte die Berufung auf den Lehrstuhl für Geologie und Paläontologie an der RWTH Aachen, den er bis zu seinem Tod innehatte.

## Forschungsarbeiten
Pleßmann beschäftigte sich vorwiegend mit tektonischen Forschungsarbeiten; seine Arbeitsgebiete waren das Rheinische Schiefergebirge, der Harz und die Alpen. Dabei wandte er sich experimentellen Verfahren zu, beispielsweise untersuchte er deformierte Gesteine mit Schallwellen, um das Ausmaß der Verformung mit quantitativen Methoden zu erfassen. Zu den wichtigsten Ergebnissen seiner Arbeiten gehört der Nachweis, dass die Drucklösung bei der Entstehung der Schieferung eine bedeutende Rolle spielt.

## Ehrungen
- 1962 Hermann-Credner-Preis der Deutschen Geologischen Gesellschaft[2]